# Prien am Chiemsee
Prien am Chiemsee is een gemeente in de Duitse deelstaat Beieren en maakt deel uit van het Landkreis Rosenheim. Prien am Chiemsee telt 10.872 inwoners.
Dit kuuroord ligt op de oever van de Chiemsee.

## Verkeer
Het Station Prien am Chiemsee dient voor 3 onderscheiden spoorlijnen:
- de spoorlijn Rosenheim - Salzburg die in westelijk richting een verbinding naar München biedt.
- de Chiemgaubahn van Prien naar Aschau im Chiemgau
- de Chiemseebahn verbindt het station met de haven van Prien/Stock. Deze smalspoorlijn wordt enkel als museumspoorlijn uitgebaat.

De haven van Prien/Stock is de belangrijkste aan de Chiemsee.
Een drietal km van het dorpscentrum ligt de oprit Bernau am Chiemsee van de Bundesautobahn 8.

## Geboren in Prien am Chiemsee
- Andreas Birnbacher (1981), voormalig biatleet

Albaching ·
Amerang ·
Aschau i.Chiemgau ·
Babensham ·
Bad Aibling ·
Bad Endorf ·
Bad Feilnbach ·
Bernau a.Chiemsee ·
Brannenburg ·
Breitbrunn a.Chiemsee ·
Bruckmühl ·
Chiemsee ·
Edling ·
Eggstätt ·
Eiselfing ·
Feldkirchen-Westerham ·
Flintsbach a.Inn ·
Frasdorf ·
Griesstätt ·
Großkarolinenfeld ·
Gstadt a.Chiemsee ·
Halfing ·
Höslwang ·
Kiefersfelden ·
Kolbermoor ·
Neubeuern ·
Nußdorf a.Inn ·
Oberaudorf ·
Pfaffing ·
Prien a.Chiemsee ·
Prutting ·
Ramerberg ·
Raubling ·
Riedering ·
Rimsting ·
Rohrdorf ·
Rott a.Inn ·
Samerberg ·
Schechen ·
Schonstett ·
Söchtenau ·
Soyen ·
Stephanskirchen ·
Tuntenhausen ·
Vogtareuth ·
Wasserburg a.Inn